# Tarnai János
Tarnai János, születési és 1881-ig használt nevén Tauszig Jakab (Gyöngyös, 1843. szeptember 21. – Budapest, 1930. március 30.) kúriai bíró, jogi író.

## Életútja
Tauszig József és Holitscher Borbála (Betti) fiaként született. Gimnáziumi tanulmányait Pesten, az egyetemet ugyanitt és Lipcsében végezte. 1867-ben jogi doktor, 1870-ben ügyvéd lett. 1881-ben Tauszig családi nevét Tarnaira változtatta. 1891-ben a Budapesti Királyi Tábla bírájává nevezték ki és 1897-től a kúriához volt beosztva, ahova később számfeletti bíróvá nevezték ki. 1887–88-ban tagja volt a bűnvádi perrendtartást előkészítő bizottságnak, mely a harmadik (ú. n. Fabiny-féle) javaslatot dolgozta ki. 1912-től 1917-ben történt nyugdíjba vonulásáig tanácselnök volt.
Cikkei a Jogtudományi Közlönyben (1877. Igazságügyi levelek a gyakorlati törvénykezés köréből); dolgozatai legnagyobb részt a Magyar Igazságügyben jelentek meg; Pallas nagy lexikonának is munkatársa volt. Szerkesztette a Magyar Igazságügy c. folyóiratot 1880-tól 1893-ig Budapesten.
Felesége Solymos Róza volt.
A Farkasréti temetőben nyugszik.

## Munkái
- Huszonkét levél az 1812-től 1854-ig terjedő időszakból. Budapest, 1884. (M. Jogászegyleti Értekezések I. 20.).
- Beccaria. Büntetett és büntetés. Ford. és bevezette. (Budapest, 1887)
- A koronaügyészi hivatal. Budapest, év n. (Különnyomat a Büntetőjog Tára XLI. kötetéből és a M. Jogászegyleti Értekezések XXI. 2. Budapest, 1902)
- Sajtójogi dolgozatok (Budapest, 1913)
- A politikai bűntett (Budapest, 1917)
- Strike és büntetőjog (Budapest, 1920)